# 싸라기눈

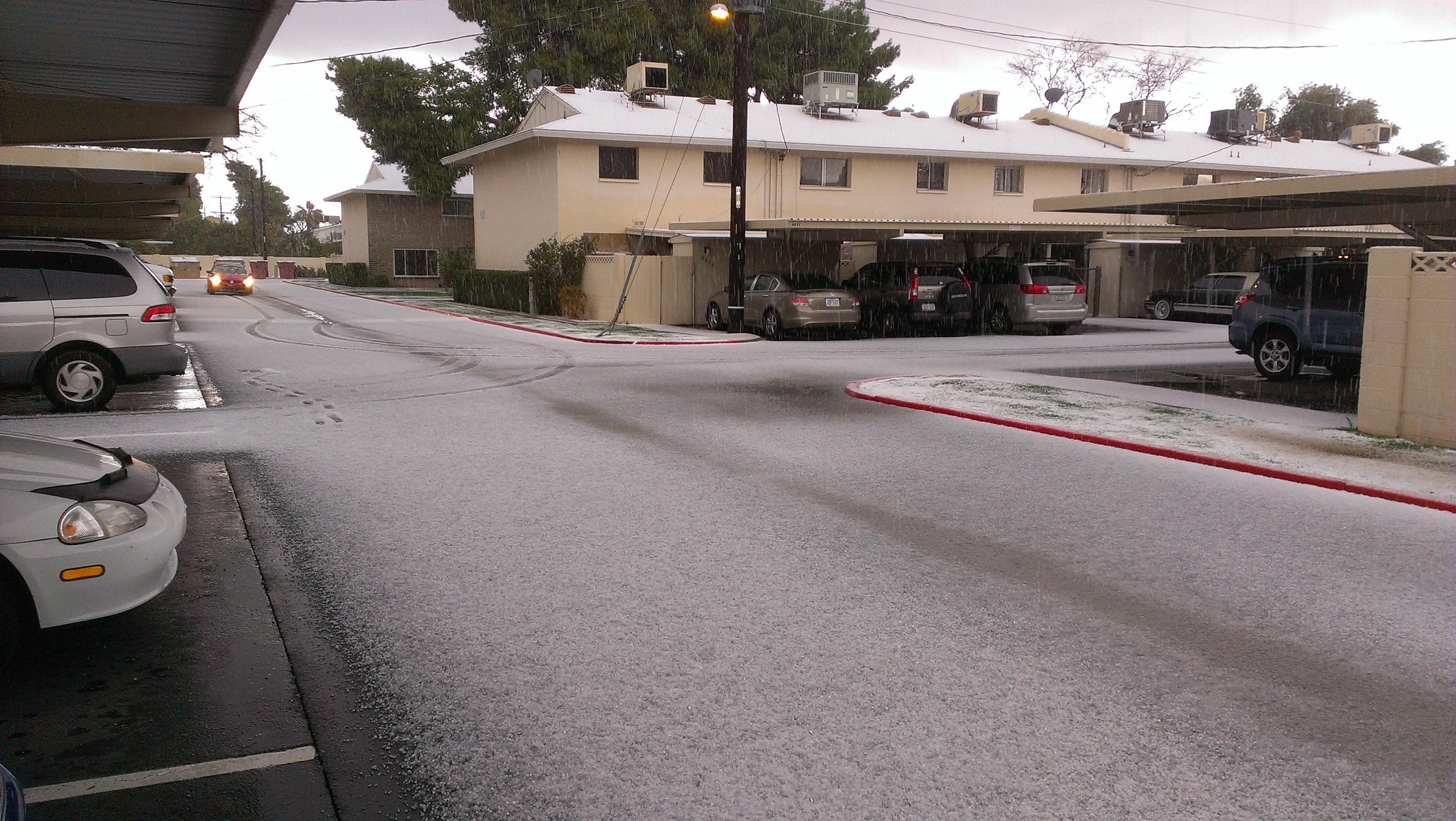
싸라기눈이 떨어진 모습

싸라기눈 혹은 싸락눈·싸라기(graupel, snow pellets, soft hail)는 눈 결정에 얼음 결정이나 물방울이 붙어 만들어진 것으로, 붙는 힘이 약해 잘 부서진다. 지름은 약 2 ~ 5mm이며, 내리는 동안 녹았다가 다시 얼거나 과냉각 물방울과 부딪혀 물로 둘러싸인 채 얼면 우박이 된다.

## 같이 보기
- 우빙